# Maurice Yaméogo
Maurice Yaméogo (* 31. Dezember 1921 (?) in Koudougou; † 15. September 1993 in Ouagadougou) war von 1960 bis 1966 erster Präsident von Obervolta, dem heutigen Burkina Faso.

## Frühe Jahre
Yaméogo gehörte zur Volksgruppe der Mossi, der größten Bevölkerungsgruppe des Landes. Er studierte nach dem Besuch von Missionsschulen im Seminar von Pabré, um katholischer Priester zu werden, verlor aber seine Berufung zum Priester, als er Félicité Zagré traf, die später seine Frau wurde. Er trat dann in den Verwaltungsdienst ein.

## Politische Laufbahn
Seit 1946 gehörte er dem Parlament des französischen Überseegebietes an und wurde 1948 in den Rat Französisch-Westafrikas gewählt. Daneben engagierte er sich in der Gewerkschaftsbewegung und wurde 1954 stellvertretender Landesvorsitzender des Christlichen Gewerkschaftsbundes Confédération française des travailleurs chrétiens (CFTC) für Obervolta. Er gehörte zunächst der Partei Parti Démocratique Unifié an, die zur Sammlungsbewegung Rassemblement Démocratique Africain (RDA) gehörte. 1957 gründete er die Partei Mouvement Démocratique VoltaÏque. Bei den Wahlen erreichte seine Gruppierung 26 der 70 Sitze, während die RDA 37 Abgeordnete stellte. Er wurde Landwirtschaftsminister in einer Koalitionsregierung. Ende des Jahres zerbrach die Koalition und er wechselte zur RDA. 1958 wurde er Innenminister und nach dem Tod des bisherigen Regierungschefs, Ouezzin Coulibaly, dessen Nachfolger. Er unterstützte den Beitritt seines Landes zur geplanten Mali-Föderation. Massiver Druck seitens Félix Houphouët-Boignys aus der Elfenbeinküste bewog ihn zum Verzicht auf den Beitritt zur Föderation. Ein erneutes Zerbrechen der Koalition führte am 30. März 1959 zu Neuwahlen, die Yaméogo mit seiner neuen Partei Union Démocratique VoltaÏque (UDV) mit 64 von 75 Sitzen gewann. Im Januar 1960 wurde die wichtigste Oppositionspartei verboten und die meisten ihrer führenden Persönlichkeiten wurden inhaftiert.

## Präsident
Mit der Unabhängigkeit Obervoltas am 5. August 1960 wurde er Präsident und übernahm zeitweise zusätzlich das Amt des Außenministers. Von 1961 bis 1962 war er zusätzlich Verteidigungsminister und von 1963 bis 1965 Minister für innere Sicherheit. Die bestehenden Parteien wurden mit der UDV zu einer Einheitspartei verschmolzen. Oppositionsparteien waren nicht mehr zugelassen. In der Außenpolitik bemühte er sich um eine enge Zusammenarbeit mit den Nachbarstaaten, vor allem mit der Elfenbeinküste und der Afro-Madegassischen Union.
Als einziger Kandidat wurde er am 3. Oktober 1965 mit 99,9 % der Stimmen im Amt bestätigt. Nach heftigen Protesten gegen seine autoritäre Politik sah er sich nach einem Generalstreik am 3. Januar 1966 gezwungen, zurückzutreten. Sein Nachfolger für die nächsten vierzehn Jahre wurde der General Sangoulé Lamizana.
Er stand bis 1968 unter Arrest und wurde 1983 nach dem Putsch, der Thomas Sankara an die Spitze des Staates brachte, wieder in Gewahrsam genommen. Nach seiner Freilassung 1985 ging er in die Elfenbeinküste ins Exil und kehrte 1990 zurück.

## Trivia
1964 trennte er sich von seiner Frau und heiratete eine frühere Miss Obervolta. Sein Sohn aus erster Ehe, Hermann Yaméogo, trat bei den Präsidentschaftswahlen am 13. November 2005 gegen den seit 1987 amtierenden Präsidenten Blaise Compaoré an. Noch vor dem Wahltermin zog er seine Kandidatur zurück, sein Name blieb aber auf den Stimmzetteln. Er erreichte mit 15.685 Stimmen (0,76 %) den elften Platz.